# Мікрогенерація

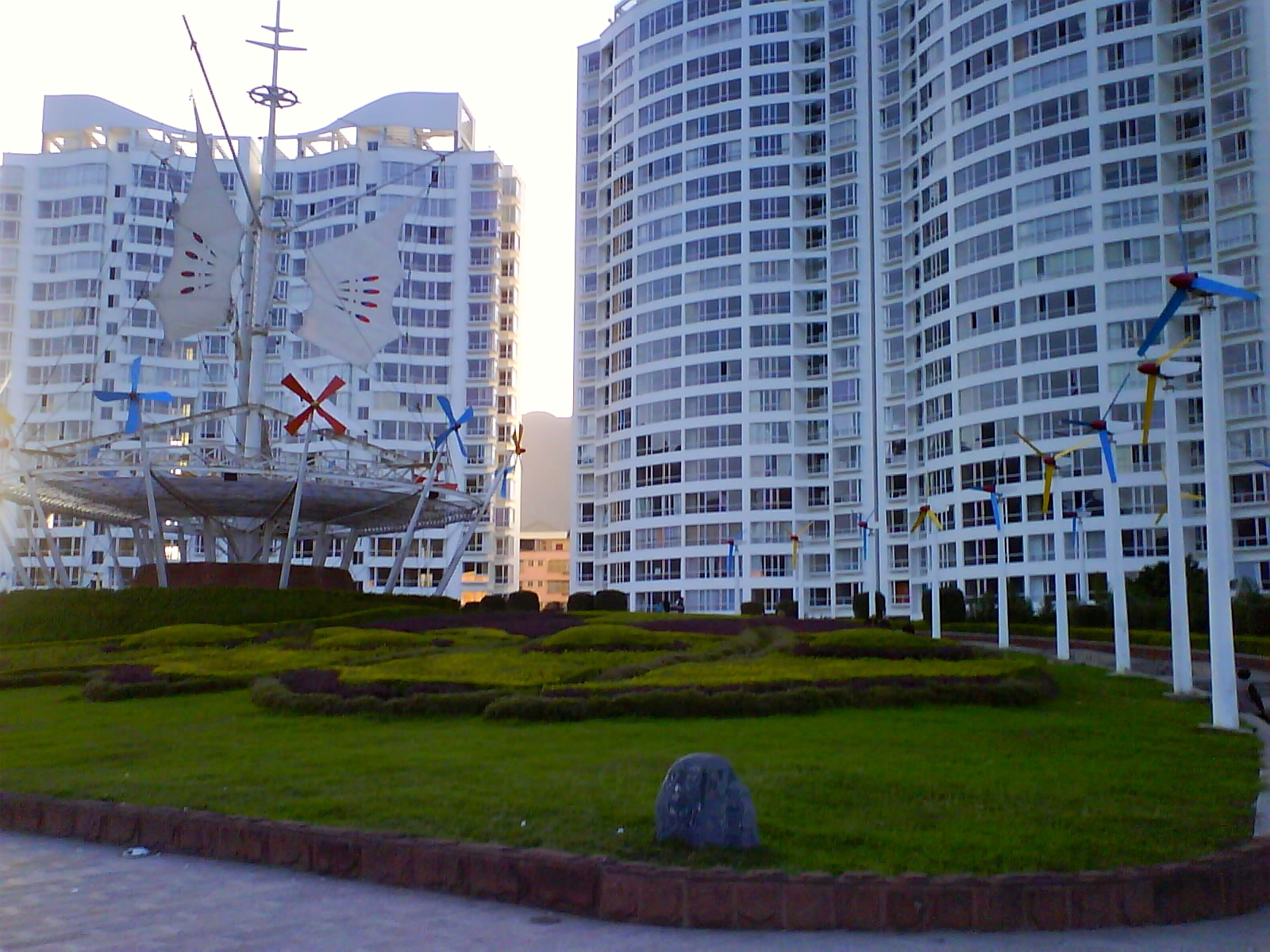
Група невеликих, що забезпечують електроенергією громаду в Далі, Юньнань, Китай

Мікрогенерація — це невелике виробництво тепла або електроенергії з «джерела з низьким вмістом вуглецю» як альтернатива або доповнення до традиційного централізованого постачання електроенергії з мережі.
Технології мікрогенерації включають малі вітряні турбіни, мікроГЕС, сонячні фотоелектричні системи, мікробні паливні елементи, теплові насоси з наземним джерелом енергії та мікроустановки для комбінованої генерації тепла та електроенергії. Ці технології часто поєднуються, щоб створити гібридне рішення, яке може запропонувати кращу продуктивність і нижчу вартість, ніж система на основі одного генератора.

## Історія
У Сполучених Штатах мікрогенерація бере свій початок у нафтовій кризі 1973 року та війні Судного дня, що спонукало до інновацій.
20 червня 1979 року в Білому домі було встановлено 32 сонячні панелі. Сонячні елементи були демонтовані через 7 років за адміністрації Рейгана.
Використання сонячної енергії для нагріву води почалося ще до 1900 року.  Університету Делавера приписують створення однієї з перших сонячних будівель, «Solar One» у 1973 році. Конструкція працювала на поєднанні сонячної теплової та сонячної фотоелектричної енергії.

## Технології та установки

### Установка з виробництва електроенергії
Окрім установки з виробництва електроенергії (наприклад, вітрової турбіни та сонячної панелі), зазвичай потрібна та/або передбачена інфраструктура для зберігання та перетворення електроенергії та підключення до звичайної електромережі. Хоча підключення до звичайної електромережі не обов’язкове, воно допомагає зменшити витрати через схеми фінансової компенсації. Однак у країнах, що розвиваються, початкові витрати на це обладнання, як правило, занадто високі, тому не залишається іншого вибору, окрім як обрати альтернативні установки.

### Додаткове обладнання, крім установки з виробництва електроенергії, яке потрібне

Повна сонячна фотоелектрична система

Усе обладнання, необхідне для встановлення робочої системи та для генерації поза мережею та/або підключення до електромережі, таким чином, називається балансом системи і складається з наступних частин з  фотоелектричної системи:

#### Пристрій накопичення енергії
Основною проблемою автономних сонячних і вітряних систем є те, що електроенергія часто потрібна, коли сонце не світить або коли вітер не дме, зазвичай це не потрібно для систем, підключених до мережі:
- серія стаціонарних або герметичних необслуговуваних акумуляторів глибокого циклу(інші мови) (найпоширеніше рішення)[10] або інші засоби накопичення енергії (наприклад, водневі паливні елементи, накопичувач енергії на маховику, гідроакумулююча гідроелектростанція, резервуари зі стисненим повітрям, ...)[11]
- контролер заряду(інші мови) для заряджання акумуляторів або інших накопичувачів енергії
- інвертор або мережевий інтерактивний інвертор для перетворення живлення постійного струму від батареї на змінний, як це потрібно для багатьох приладів, або для подачі надлишкової енергії в комерційну електромережу

#### Захисне обладнання
Захисне обладнання включає:
- заземлення, автоматичний ввід резерву або роз'єднувач та пристрої захисту від перенапруг;
- вимірювальні засоби для акумулятора (заряду та напруги), а також лічильники споживання електроенергії(інші мови) та подачі електроенергії в звичайну електромережу

Маломасштабна (DIY) система генерації

#### Особливості вітрових турбін
З вітровими турбінами, гідроелектростанціями, ... необхідне додаткове обладнання більш-менш таке ж, як і для фотоелектричних систем (залежно від типу використовуваної вітрової турбіни), але також включає:
- ручний вимикач
- фундамент для вежі
- система заземлення
- пристрої відключення та/або фіктивного навантаження для використання при сильному вітрі, коли вироблена електроенергія перевищує поточні потреби та потужність системи зберігання.

##### Вібровітроенергетика
Розробляється нова вітроенергетична технологія, яка перетворює енергію від коливань енергії вітру в електрику. Ця енергія, яка називається технологією Vibro-Wind, може використовувати вітри меншої сили, ніж звичайні вітряні турбіни, і може бути розміщена майже в будь-якому місці.
Прототип складався з панелі з осциляторами, виготовленими зі шматків піни. Перетворення механічної енергії в електричну здійснюється за допомогою п’єзоелектричного перетворювача, пристрою з кераміки або полімеру, який розділяє заряди при прикладенні механічної напруги. Створенням цього прототипу керував Френсіс Мун, професор механічної та аерокосмічної інженерії Корнельського університету. Робота Муна над технологією Vibro-Wind була профінансована Центром сталого майбутнього Аткінсона в Корнеллі. Вібровітроенергетика ще не є комерційно життєздатною та знаходиться на ранніх стадіях розробки. Для комерціалізації цього підприємства на ранній стадії знадобиться значний прогрес.

### Можливі установки
Можливі декілька установок мікрогенерації. Це:
- Установки поза мережею, які включають:
  - Установки поза мережею без накопичення енергії (наприклад, акумулятора, ...)
  - Установки поза мережею з накопиченням енергії (наприклад, акумулятором, ...)
  - Станції зарядки акумуляторів[18]
- Установки, підключені до мережі, які включають:
  - Установки, підключені до мережі як до резервного джерела живлення критичних навантажень
  - Приєднані до мережі установки без схеми фінансової компенсації
  - Приєднані до мережі установки з нетто-вимірюванням
  - Підключені до мережі установки з чистою купівлею та продажем[19]

Усі згадані установки можуть працювати як на одній електростанції, так і на комбінації електростанцій (у цьому випадку це називається гібридною системою живлення). З міркувань безпеки підключені до мережі установки повинні автоматично вимикатися або переходити в «антиострівний режим» у разі збою в електромережі. Детальніше про це дивіться в статті про умови острівкування.

## Витрати
Залежно від обраної комплектації (схема фінансової компенсації, електростанція, додаткове обладнання) витрати можуть відрізнятися . Згідно з Practical Action, для мікрогенерації вдома, яка використовує найновіші технології економії витрат (джгути проводів, готові плати, дешеві саморобні електрогенеруючі установки, наприклад саморобні вітряки), витрати домогосподарства можуть бути надзвичайно низькими. Насправді в Practical Action згадується, що багато домогосподарств у фермерських громадах у країнах, що розвиваються, витрачають на електроенергію менше 1 долара на місяць. Однак, якщо вирішувати питання менш економно (з використанням більш комерційних систем/підходів), витрати будуть значно вищими. У більшості випадків все одно буде отримана фінансова вигода від мікрогенерації на електрогенеруючих установках на відновлюваних джерелах; часто в діапазоні 50-90%, оскільки місцеве виробництво не має втрат електроенергії при транспортуванні на далеких лініях електропередачі або втрат енергії через закон Джоуля — Ленца в трансформаторах, де загалом втрачається 8-15% енергії.
У Великій Британії уряд пропонує як гранти, так і зворотні виплати, щоб допомогти підприємствам, громадам і приватним будинкам у встановленні цих технологій. Підприємства можуть списувати повну вартість встановлення з оподатковуваного прибутку, тоді як власники будинків отримують субсидію за фіксованою ставкою або платежі за кВт-год електроенергії, виробленої та сплаченої в національну мережу. Громадські організації також можуть отримати до 200 000 фунтів стерлінгів грантового фінансування.

### Паритет з мережею
Паритет з мережею (або паритет з розеткою) виникає, коли альтернативне джерело енергії може генерувати електроенергію за нормованою вартістю енергії, яка є меншою або дорівнює ціні придбаної потужності з електромережі. Досягнення паритету з мережею вважається моментом, коли джерело енергії стає претендентом на широке розвиток без субсидій чи державної підтримки. Широко поширена думка, що повний перехід на ці форми генерації енергії відбудеться, коли вони досягнуть паритету з мережею.
Паритет з електромережею був досягнутий у деяких місцях за допомогою берегової вітрової енергії приблизно у 2000 році, а за допомогою сонячної енергії це було досягнуто вперше в Іспанії в 2013 році.

## Державна політика

### Об'єднане Королівство
У березні 2006 року уряд Великобританії опублікував свою стратегію мікрогенерації, хоча багато коментаторів розцінили її як розчарування. Навпаки, Закон про зміну клімату та сталу енергетику 2006 року розглядається як позитивний крок. Щоб замінити попередні схеми, у квітні 2006 року Міністерство торгівлі та промисловості (DTI) запустило Програму будівель з низьким вмістом вуглецю, яка надала гранти окремим особам, громадам і підприємствам, які бажають інвестувати в технології мікрогенерації. Ці схеми, у свою чергу, були замінені новими пропозиціями Міністерства з питань енергетики та зміни клімату (DECC) щодо повернення грошей за чисту енергію через пільгові тарифи для виробництва електроенергії з квітня 2010 року та стимулювання відновлюваного тепла  для виробництва відновлюваної енергії. тепла з 28 листопада 2011р.
Відомі британські політики, які оголосили про встановлення мікрогенераторів у своїх будинках, включають лідера Консервативної партії Девіда Кемерона та міністра науки праці Малкольма Вікса.
У передбюджетному звіті за грудень 2006 року  уряд оголосив, що продаж надлишкової електроенергії з установок, призначених для особистого використання, не буде обкладатися податком на прибуток. Законодавство з цього приводу було включено до законопроекту про фінанси 2007 року.

### Польща
У грудні 2014 року польський уряд проголосував за законопроект, який передбачає створення мікрогенерації, а також великомасштабних вітрових електростанцій у Балтійському морі як рішення для скорочення викидів CO2  від вугільних електростанцій країни, а також для зменшення залежності Польщі від російського газу. Згідно з умовами нового законопроекту, фізичні особи та суб’єкти малого підприємництва, які генерують до 40 кВт «зеленої» енергії отримуватимуть 100% ринкової ціни за будь-яку електроенергію, яку вони повертають у мережу, а підприємства, які встановлюють великомасштабні офшорні вітрові електростанції в Балтиці, матимуть право на субсидування з боку держави. Витрати на впровадження цієї нової політики будуть компенсовані запровадженням нового податку на нестабільне використання енергії.
Польське законодавство імплементує Директиву ЄС ‘RED II’ від 11 грудня 2018, і з 2023 зняло обмеження по потужності приєднаних сонячних панелей.

### Україна
Мікрогенерація в Україні стимулюється спеціальним тарифом. Пошкодження електростанцій та розподільчих мереж під час широкомасштабного вторгнення Росії змусило уряд будувати систему мініелектростанцій. Однак представники бізнесу критикують Кабмін за заскладну процедуру відпуску електроенергії в мережу для сонячних панелей домогосподарств.

## У масовій культурі
Кілька фільмів і телевізійних шоу, таких як «Москітний берег», «Єрихон», «Машина часу» та «Сімейка Робінсонів з Беверлі-Гіллз», зробили значну роль у підвищенні інтересу до мікрогенерації серед широкої громадськості. Веб-сайти, такі як Instructables і Practical Action, пропонують саморобні рішення, які можуть знизити вартість мікрогенерації, таким чином підвищивши її популярність. Спеціалізовані журнали, такі як OtherPower і Home Power, також надають практичні поради та вказівки.